# Una splendida giornata
Splendida giornata è un maxi-singolo del cantautore italiano Vasco Rossi, pubblicato nel 1982 dalla Star/Targa Italiana come secondo e ultimo estratto dall'album Vado al massimo.

## Tracce
Testo di Rossi, musica di Ferro.
Lato 1
1. Splendida giornata° - 6:58

Lato 2
1. Splendida giornata (versione strumentale) - 6:58

° Remixato da Mario Boncaldo.

## Cover
Giuliano Palma & The Bluestars hanno reinterpretato il brano nel 2018.